# رومن گروژان
رومن گروژان یک رانندهٔ فرمول یک اهل سوئیس است. او دارای دو تابعیت سوئیسی و فرانسوی است و در مسابقات با ملیت فرانسوی شرکت می‌کند.
گروژان در سال ۲۰۰۵ قهرمان مسابقات قهرمانی فرمول رنوی فرانسه شد. سپس قهرمان فصل ۲۰۰۷ فرمول ۳ اروپا شد و در فصل بعد، در نخستین حضور خود در جی‌پی۲ آسیا به قهرمانی رسید. در همان فصل به عنوان رانندهٔ آزمایشی به تیم رنو در فرمول یک پیوست و در فصل ۲۰۰۹ نخستین رقابت فرمول یک خود را در جایزه بزرگ اروپا انجام داد.
در فصل ۲۰۱۱ رنو گروژان را کنار گذاشت و او دوباره به مسابقات جی‌پی بازگشت. او توانست در همان سال قهرمان سری جی‌پی۲ آسیا و سری جی‌پی۲ شود تا تنها راننده‌ای باشد که همزمان قهرمان هر دو مسابقه شده‌است.
در فصل ۲۰۱۲ گروژان به فرمول یک بازگشت و هم‌تیمی کیمی رایکونن در تیم لوتوس شد. در جایزه بزرگ بحرین ۲۰۱۲ برای نخستین بار روی سکو رفت و سریع‌ترین دور جایزه بزرگ اسپانیا ۲۰۱۲ را به نام خود ثبت کرد. در جایزه بزرگ بلژیک ۲۰۱۲ مسبب تصادف چند خودرو شد و یک مسابقه محروم شد. گروژان تا فصل ۲۰۱۵ در لوتوس ماند و در فصل ۲۰۱۶ به تیم هاس پیوست. وی در مدت پنج فصل در هاس حضور داشت و همیشه مورد انتقاد رسانه ها قرار می‌گرفت و اشتباهات  بزرگی هم داشت مثل اسپانیا ۲۰۱۸ با این حال وی  با یک چهارمی در مسابقه اسپیلبرگ اتریش بهترین نتیجه تاریخ تیم هاس رو کسب کرد و در  انتهای فصل ۲۰۲۰ در جایزه بزرگ بحرین در دور ابتدایی با دنیل کویات برخورد کرد و منجر به تصادف شدیدی شد که حتی سوختگی درجه دو دست راست گروژان رو همراه داشت و در  نهایت به توصیه پزشکانوی از جایزه بزرگ ابوظبی  کناره گیری کرد. وی هم اکنون در مسابقات ایندی کار فعالیت می کند.وی در ایندی کار موفق به کسب یک پول پوزیشن شده و همچنین موفق شده که عنوان بهترین روکی سال ۲۰۲۱ ایندی کار شده است